# Sto minut wakacji (serial telewizyjny)
Sto minut wakacji – serial młodzieżowy z 1999 roku, wyprodukowany przez Telewizję Polską i niemiecką telewizję ZDF. Swoją premierę miał w 2003 roku. Powstał w oparciu o scenariusz przedstawienia zrealizowanego dla telewizyjnego  Teatru Młodego Widza „Ofelia na wakacjach”, wymyślonego i zrealizowanego również przez Andrzeja Maleszkę. Serial powstawał niemal równocześnie z filmową wersją pod tym samym tytułem.

## Obsada
- Jolanta Fraszyńska − Danuta Miley, mama Tosi
- Andrzej Zieliński − Operator, tata Piotrka
- Piotr Budzowski − Piotrek
- Kamila Natkaniec − Tosia Miley
- Tomasz Wroński − Jasiek
- January Brunov − strażnik w supermarkecie
- Zofia Czerwińska − taksówkarka
- Edyta Jungowska − charakteryzatorka Baśka
- Lech Łotocki − reżyser filmu „Monstrum"
- Anna Milewska − babcia Jaśka
- Cezary Morawski − kierownik ochrony w supermarkecie
- Radosław Pazura − aktor
- Bronisław Wrocławski − kierownik redakcji, szef taty Piotrka
- Zbigniew Zamachowski − operator Pigi
- Mirosław Zbrojewicz − ochroniarz w banku
- Małgorzata Kalamat − członek ekipy filmowej
- Adam Kamień − pracownik lotniska
- Mariusz Krzemiński − policjant
- Rafał Walentynowicz − Marek, operator filmu „Monstrum”
- Maciej Zabielski − aktor
- Katarzyna Kwiatkowska − kasjerka w supermarkecie
- a także: Krystyna Gierłowska, Andrzej Grabarczyk, Cezary Jakubicki, Mirosław Kropielnicki, Zuzanna Lipiec, Izabela Noszczyk, M. Budeń, S. Wiśniewski